# Fangentladung

Schematische Animation einer Vorentladung (rot) mit entgegenwachsenden Fangentladungen (blau) vom Erdboden. Die Farben sollen die Ladungsverschiedenheit ausdrücken und sind nicht real.

Eine Fangentladung ist eine elektrostatische Entladung in der ersten Phase eines Blitzes, die vom Boden aus der Vorentladung entgegenwächst.
Bevor bei einem Blitz der von Menschen wahrgenommene Hauptblitz erscheint, entwickeln sich von der Wolke aus eine oder mehrere meist negativ geladene Vorentladungen. Durch sie wird der Blitzkanal aufgebaut, durch den später der Hauptblitz erfolgt. Sekundenbruchteile, bevor diese Vorentladungen den Erdboden erreichen, wachsen meist von spitzen abgehobenen und elektrisch leitfähig mit dem Erdboden verbundenen Gegenständen, etwa von Blitzableitern an Turmspitzen, eine oder mehrere sehr dunkle, bläuliche, positiv geladene Fangentladungen, dies ist eine Form der Koronaentladung, den Vorentladungen entgegen. Die Ursache ist die hohe elektrische Feldstärke in der Luft über der leitfähigen Spitze und die dort einsetzende Spitzenentladung. 
Der Austritt der Fangentladung ist ausschlaggebend für die Stelle, in der der Blitz später einschlägt und wird technisch in Form von Fangeinrichtungen ausgenutzt.
Wenn die Vorentladung und die Fangentladung sich erreichen, ist ein abgeschlossener ionisierter Blitzkanal entstanden. Fortan schreitet die Fangentladung in Richtung Wolke mit rund 100 000 km/s in den Blitzkanal hinein und die Hauptentladung in Richtung Erde wird induziert, die man als eigentlichen hellen Blitz wahrnimmt.